# John Glenesk Mortimer
John Glenesk Mortimer (Edinburgh, 11 mei 1951) is een Schots componist, arrangeur, muziekpedagoog en altviolist. Hij gebruikt vooral voor arrangementen een aantal pseudoniemen zoals: Scott Richards, Peter King, Joe Bellini, Gordon Macduff, David Andrews, Jan Sedlak, Julian Oliver en Eduardo Suba.

## Levensloop
Mortimer kwam al in zijn jonge jaren in contact met muziek en begon op 10-jarige leeftijd met het schrijven van eenvoudige composities. Hij werd opgeleid op het George Watson's College. Toen hij 16 jaar was schreef hij zijn eerste avondvullende opera, Crime and Punishment, op een libretto naar de roman van Fjodor Dostojevski's Misdaad en straf. Daarmee won hij de Douglas Grant compositie prijs alsook de George Watson's prijs en studiebeurs. Hij studeerde compositie bij Humphrey Searle en Anthony Milner, altviool bij John Dyer en orkestdirectie bij Harvey Phillips vanaf 1969 aan het Royal College of Music in Londen; tegelijkertijd studeerde hij aan de Universiteit van Londen. 
Van 1972 tot 1979 was hij als altviolist verbonden aan het Royal Ballet Orchestra, Züricher Kammerorchester, CBS Symphony Orchestra, het London Symphony Orchestra, Nederlands Balletorkest en het Symphonieorchester Biel. In 1976 vertrok hij naar Zwitserland en werd voor 4 jaar muziekleraar in het secundaire onderwijs in Bazel. In 1983 werd hij docent voor solfège, orkestdirectie, compositie, arrangement en kamermuziek aan het Conservatoire de musique de Neuchâtel in La Chaux-de-Fonds en Neuchâtel. In deze tijd was hij eveneens dirigent van het conservatoriumorkest en het koor van deze instelling. Hij dirigeerde ook verschillende amateurverenigingen zoals het Orchestre de chambre jurassien (1979-1994) en het Choeur Vivaldi in Delémont (1983-1993). 
In 1984 besloot hij zich op de werkzaamheden als componist en arrangeur te focusseren en nam tegelijkertijd ontslag als docent aan het conservatorium. In 1997 ging hij ook weer terug naar Edinburgh. Als componist schreef hij voor vele genres. 

## Composities

### Werken voor orkest
- 1968 Two Pieces, voor orkest
- 1978 Concert, voor viool en orkest
- 1982 Concert nr. 1, voor trombone en strijkorkest
- 1983 Music, voor veertien strijkers
- 1983 rev.1989 Concert, voor tuba en strijkorkest
- 1987 Concert nr. 2, voor trombone en strijkorkest (opgedragen aan Pia Bucher)
- 1988 Concert, voor contrabas en strijkorkest
- 1989 Divertimento Concertante, voor twee trombones en orkest (opgedragen aan Pia Bucher en Branimir Slokar)
- 1990 Concert nr. 3, voor trombone en strijkorkest
- 1996 Alpine Rhapsody, voor alpenhoorn in F en orkest
- 2008 Caledonian Concerto, voor viool solo en strijkorkest
- 2010 Concertino, voor klarinet en strijkorkest
- Balkan Impressions, voor orkest
- Brazilian Sketches, voor strijkorkest
- Carmen Fantasy, voor klarinet solo en orkest
- Celtic Moods, voor strijkorkest
- Concert, voor twee trombones en orkest (opgedragen aan Pia Bucher en Branimir Slokar)
- Concert, voor hobo, althobo en strijkorkest
- Concert, voor hoorn, trombone en orkest
- Concertino, voor piano en strijkorkest
- Concertino, voor altviool en strijkorkest
- Concertino, voor dwarsfluit, altviool en strijkorkest
- Contrabassissimo, voor contrabas solo en orkest
- Holiday Suite, voor (strijk-)orkest
- Knights Of The Round Table, voor orkest
- Percussionissimo, voor 3 slagwerkers solo en orkest
- Prelude & Dance, voor trombone solo en strijkorkest
- Suite, voor dwarsfluit en strijkorkest

### Werken voor harmonie- of fanfareorkest of brassband
- 1983 Moscow Nights, voor gemengd koor en harmonie- of fanfareorkest of brassband
- 1987 Prelude & Dance, voor trombone solo en harmonieorkest (of brassband)
- 1989 Astral Variations, voor koperkwartet en brassband
- 1989 Old Russia, voor harmonieorkest
- 1991 Fly to the Moon, voor harmonie- of fanfareorkest
- 1995 Caribbean Concerto (Concert nr. 4), voor trombone solo en harmonie- of fanfareorkest
- 1997 Back to Bach, voor brassband
- 2000 Celtic Moods, voor harmonie- of fanfareorkest of brassband
  1. Sunrise and Dance of the Waves
  2. The Song of the Dolphin
  3. The Fisherman's Wedding
- 2000 Prelude, Saraband and Finale, voor harmonie- of fanfareorkest
- 2000 The Speakeasy, voor harmonie- of fanfareorkest
- 2000 Three Scottish Dances, voor harmonie- of fanfareorkest
  1. Jig
  2. Strathspey
  3. Reel
- 2001 Cleopatra, voor harmonie- of fanfareorkest
- 2001 Celtic Visions, voor brassband 
  1. The Call to Battle
  2. Lament for a Hero
  3. Victory Dance
- 2010 Divertimento, voor blazersensemble
- A Peaceful Moment, voor brassband
- Americana Suite, voor brassband
  1. Tango for Two
  2. Rumba Dream
  3. Samba Time
- Balkan Impressions, voor harmonie- of fanfareorkest of brassband
- Beach Party, voor brassband
- Best of British, voor brassband
- Bittersweet, voor brassband
- Carnival Variations, voor brassband
- Conquistador, voor brassband
- Contemplation, voor brassband
- Courtly Dances, voor brassband
- Genghis Khan, voor harmonie- of fanfareorkest
- Good Night, Ladies!, voor brassband
- Hi-Lo, voor piccolo, tuba en harmonie- of fanfareorkest
- Manhattan Rag, voor brassband
- Percussionissimo, voor slagwerk-/percussietrio en brassband
- Recreation, voor brassband
- Royal Wedding Music, voor brassband
  1. Prelude
  2. Gavotte
  3. Gigue
- Saturday Night, voor brassband
- Sea Songs, voor brassband
- Song of the Dolphin, voor brassband
- The Jacobite Express, voor harmonie- of fanfareorkest
- The King’s Pleasure, voor brassband
- Timpanissimo, voor pauken solo en brassband
- Trombonissimo, voor trombone solo en brassband
- Winter Days, voor soloinstrument (kornet, of Es-hoorn, of trombone, of bastrombone, of eufonium, of tuba, of viool, of altviool, of cello, of contrabas) en brassband

### Muziektheater

#### Opera's
| Voltooid in | titel                                                    | aktes | première                 | libretto                                          |
| ----------- | -------------------------------------------------------- | ----- | ------------------------ | ------------------------------------------------- |
| 1968        | Crime & Punishment (Misdaad en straf)                    |       |                          | naar de gelijknamige roman van Fjodor Dostojevski |
| 1985        | Tremblement de terre à Santiago (Aardbeving in Santiago) |       | 1987, Jura (Zwitserland) |                                                   |

### Kamermuziek
- 1968 Trio, voor dwarsfluit, fagot en piano
- 1969 Sonate, voor viool en piano
- 1980 Serenade, voor blaassextet
- 1981 Divertimento, voor koperkwintet
- 1981 Trio, voor strijkers
- 1982 Five Scottish Folktunes, voor altviool en piano
- 1982 rev.1987 Music, voor dwarsfluit en altviool
- 1990 Variations, voor trompet en piano
- 1990 4 Miniaturen, voor 2 hobo's
- 1991 Kwartet, voor koperkwartet (2 trompetten, 2 trombones)
- 2010 El Alma del violín, tango voor viool en piano
- 2010 Fiesta, voor 8 cello
- 2011 Paris Swing, voor viool en altviool
- 5 Characteristic Pieces, voor twee trombones
- Alpin Cowboy, voor alpenhoorn in F en piano
- Ballade, voor trombone en piano
- Basel Variations (for I Salonisti)
- Big-Ben Suite, voor alpenhoorn in F en piano
- Bossa-Nova, Chaconne & Gavotte, voor hobo, fagot en klavecimbel
- Caledonian Concerto, voor viool en piano
- Danubia, voor trompet en piano
- Fantasia, voor trombone en orgel
- Four Sketches, voor blaaskwintet
- Hebridean Sketches, voor trombone (of cello) en harp
  1. Skye Seascape
  2. The Battling of the Clans
  3. Leaving the Island
  4. The Ceilidh
- Lament and Scherzo, voor trombone en piano
- Rhapsody, voor 4 trombones en piano
- Suite Parisienne, voor trombonekwartet
- Suite, voor dwarsfluit en strijkers
- Swiss Suite (for I Salonisti)
- The King's Pleasure, voor orgel en slagwerk
- Three Brazilian Sketches (for I Salonisti)
- Trombonissimo, voor trombone en piano